# Casino Bellevue
Le Casino Bellevue  fut le plus important cabaret de Montréal dans les années 1950. 
Il était situé au 375, rue Ontario Ouest (au coin de la rue Bleury) à Montréal. 
L'ouverture du Casino Bellevue est l'œuvre d'un des hommes d'affaires les plus en vue de Montréal dans les années 1940, Harry Holmok, et s'inscrit dans la grande période des cabarets montréalais. Le Casino Bellevue est considéré, à son ouverture le 21 avril 1949, comme l'une des plus importantes salles de spectacles du Canada et la plus grande de Montréal. En effet, sur l'étage principal, il pouvait accueillir plus de 700 personnes assises.
La programmation très élaborée du Casino Bellevue était conçue par Nathalia et George Komorov qui avaient antérieurement travaillé a Broadway (Cabaret Latin Quarter) et à Paris (Folies Bergère).
Mais ce qui rendit le Casino Bellevue célèbre est la vision de son propriétaire Harry Holmok qui a fait de son établissement le plus important cabaret de son époque mais aussi le moins dispendieux : "Fifty cents to get in, and fifty cents for a beer" était son slogan favori. 
Le renforcement de la règlementation municipale sous l'administration du maire de Montréal Jean Drapeau à partir de 1955 amena une sérieuse baisse du chiffre d'affaires du Casino Bellevue. Il fermera ses portes à la fin des années 1950 après une dizaine années d'exploitation. 

## Sources et liens externes
- Marrelli, Nancy, Stepping Out. The Golden Age of Montreal Night Clubs 1925-1955, Véhicule Press, Montréal, 2004
- W. Weintraus, City Unique, Montreal Days ans Nights in the 1940s and '50. Robin Brass Studio. 2e édition 2004.